# Ursa vittigera
Ursa vittigera là một loài nhện trong họ Araneidae.
Loài này thuộc chi Ursa. Ursa vittigera được Eugène Simon miêu tả năm 1895.